# Selce (Krupina)
Selce é um município da Eslováquia, situado no distrito de Krupina, na região de Banská Bystrica. Tem 5,14 km² de área e sua população em 2018 foi estimada em 95 habitantes.

## Demografia
| Ano:        | 1994 | 2004    | 2014   | 2024    |
| ----------- | ---- | ------- | ------ | ------- |
| Broj ljudi: | 135  | 112     | 101    | 82      |
| Razlika:    |      | -17,03% | -9,82% | -18,81% |

| Ano:               | 2023 | 2024   |
| ------------------ | ---- | ------ |
| Número de pessoas: | 86   | 82     |
| Diferença:         |      | -4,65% |